# Melanamphora
Melanamphora är ett släkte av svampar som beskrevs av Lafl. Melanamphora ingår i familjen Melanconidaceae, ordningen Diaporthales, klassen Sordariomycetes, divisionen sporsäcksvampar och riket svampar.
Släktet innehåller bara arten Melanamphora spiniferum.